# 2011年英國駐伊朗大使館襲擊事件

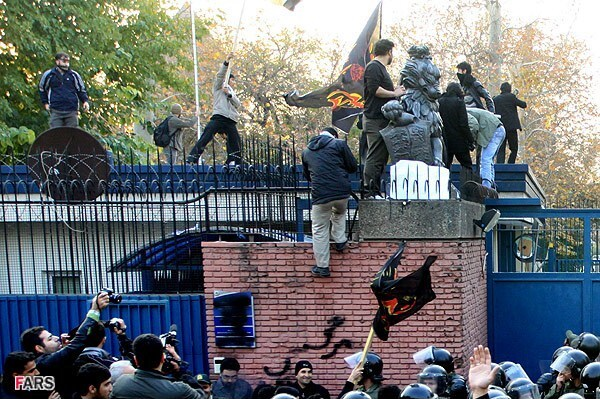
2011年英國駐伊朗大使館襲擊事件

2011年英國駐伊朗大使館襲擊事件是2011年11月29日，一群伊朗抗议者不滿英國就伊朗核計劃制裁伊朗而衝擊英國位於德黑兰的大使馆和另一個英國外交機構，他們衝進大使館洗劫了办公室并窃取文件。同時還有一座小型建筑起火，造成数人受伤。 事後英國駐伊朗大使館關閉。伊朗政府公开谴责此次暴力行为。  加拿大關閉了該國位於伊朗的大使館並將伊朗外交官全部驅逐出境。2015年8月，英國駐伊朗大使館重新開放。 